# Legislatura de la provincia del Neuquén
La Legislatura de la Provincia del Neuquén es el cuerpo legislativo de la Provincia de Neuquén, bajo formato unicameral. La cámara está compuesta por 35 diputados, el presidente (vicegobernador) y 2 vicepresidentes; y se renueva cada 4 años, mediante elecciones provinciales, en las que también se elige gobernador. Actualmente, la Cámara se divide en 12 bloques parlamentarios, de los cuales 7 son de carácter unipersonal.
La sede de la legislatura se encuentra ubicada en la Ciudad de Neuquén, en un amplio parque ubicado sobre Av. Leloir 810.

## Funcionamiento
El Poder Legislativo se constituyó formalmente el 1º de mayo de 1958. Según lo establecido en el art. 180° de la Constitución Provincial, la apertura de sesiones ordinarias se llevan a cabo el 1° de marzo de cada año, contando con la presencia del gobernador; y finalizan el 15 de diciembre, respectivamente.
Su composición se elige por un período de 4 años en la misma elección provincial en la que se vota gobernador/a y vicegobernador/a. La elección es por voto directo, a través del sistema D’Hont y fija un piso de 3% de los votos para que las minorías puedan tener representación en el cuerpo deliberante.
El art. 165° establece que al final de cada periodo ordinario la cámara debe asignar una Comisión Observadora, compuesta por 5 miembros. Esta comisión persigue dos objetivos: Informar a la cámara sobre asuntos de interés
político, social, jurídico y económico de la nación o la provincia; y convocar a la Cámara a sesiones extraordinarias cuando graves
asuntos de competencia legislativa así lo requieran.

## Composición actual (2023-2027)
| Diputado                     | Bloque | Bloque                                                                                 |
| ---------------------------- | ------ | -------------------------------------------------------------------------------------- |
| Gabriel Álamo                |        | Movimiento Popular Neuquino                                                            |
| Marcelo Bermúdez             |        | PRO - Propuesta Republicana - Nuevo Compromiso Neuquino                                |
| Andrés Blanco                |        | Partido de los Trabajadores Socialista - Frente de Izquierda y los Trabajadores Unidad |
| Brenda Buchiniz Zaniuk       |        | Cumplir                                                                                |
| Alberto Bruno                |        | Fuerza Libertaria                                                                      |
| Paola Cabeza                 |        | Movimiento Popular Neuquino                                                            |
| Damian Canuto                |        | PRO - Propuesta Republicana - Nuevo Compromiso Neuquino                                |
| Carlos Alberto Coggiola      |        | Neuquén Federal                                                                        |
| Claudio Domínguez            |        | Movimiento Popular Neuquino                                                            |
| Patricia Fernández           |        | Movimiento Popular Neuquino                                                            |
| Ramón Fernández              |        | Movimiento Popular Neuquino                                                            |
| Ludmila Gaitán               |        | Movimiento Popular Neuquino                                                            |
| César Aníbal Gass            |        | Juntos por el Cambio NQN-UCR                                                           |
| Mónica Aida Guanque          |        | Desarrollo Ciudadano - Comunidad                                                       |
| Gerardo Gutiérrez            |        | Movimiento Popular Neuquino                                                            |
| Yamila Abigail Hermosilla    |        | Desarrollo Ciudadano - Comunidad                                                       |
| Francisco Lepore             |        | Avanzar Neuquén                                                                        |
| Verónica Lichter             |        | PRO - Propuesta Republicana - Nuevo Compromiso Neuquino                                |
| Darío Martínez               |        | Unión por la Patria                                                                    |
| Matías Martínez              |        | Desarrollo Ciudadano - Comunidad                                                       |
| Juan Federico Méndez         |        | Desarrollo Ciudadano - Comunidad                                                       |
| Guillermo Monzani            |        | Fuerza Libertaria                                                                      |
| Ernesto Novoa                |        | Desarrollo Ciudadano - Comunidad                                                       |
| Cielubi Agustina Obreque     |        | Movimiento Popular Neuquino                                                            |
| María Cecilia Papa           |        | Fuerza Libertaria                                                                      |
| Osvaldo Peralta              |        | Unión por la Patria                                                                    |
| Lorena Parrilli              |        | Unión por la Patria                                                                    |
| Carina Yanet Riccomini       |        | Juntos                                                                                 |
| Zulma Reina                  |        | Desarrollo Ciudadano - Comunidad                                                       |
| Luz Ailin Rios               |        | Desarrollo Ciudadano - Comunidad                                                       |
| Daniela Rucci                |        | Movimiento Popular Neuquino                                                            |
| Juan Sepúlveda               |        | Movimiento Popular Neuquino                                                            |
| Gisselle Stillger            |        | Arriba                                                                                 |
| María Gabriela Suppicich     |        | Frente de Izquierda y de los Trabajadores                                              |
| Maria de las Mercedes Tulián |        | PRO - Propuesta Republicana - Nuevo Compromiso Neuquino                                |

## Composición histórica
| 2019-2023                      | 2019-2023 | 2019-2023                                     |
| Diputado                       | Bloque    | Bloque                                        |
| ------------------------------ | --------- | --------------------------------------------- |
| Lorena Vanesa Abdala           |           | Movimiento Popular Neuquino                   |
| Luis Ramón Aquín               |           | Juntos por el Cambio                          |
| Gonzalo Darío Bertoldi Rosales |           | Frente de Todos                               |
| Tomás Andrés Blanco            |           | PTS-Frente de Izquierda y de los Trabajadores |
| María Laura Bonotti            |           | Siempre                                       |
| Elizabeth Campos               |           | Partido Demócrata Cristiano                   |
| Maximiliano Caparroz           |           | Movimiento Popular Neuquino                   |
| Lucas Alberto Castelli         |           | Avanzar                                       |
| Germán Armando Chapino         |           | Movimiento Popular Neuquino                   |
| Carlos Alberto Coggiola        |           | Partido Demócrata Cristiano                   |
| María Laura du Plessis         |           | Movimiento Popular Neuquino                   |
| Leticia Inés Esteves           |           | Juntos por el Cambio                          |
| Sergio Fernández Novoa         |           | Frente de Todos                               |
| Ludmila Gaitán                 |           | Movimiento Popular Neuquino                   |
| Fernando Adrián Gallia         |           | Frente Nuevo Neuquén                          |
| César Aníbal Gass              |           | Juntos por el Cambio                          |
| María Ayelén Gutierréz         |           | Frente de Todos                               |
| Patricia Noemí Jure            |           | Frente de Izquierda y de los Trabajadores     |
| Mariano Mansilla               |           | Frente de Todos                               |
| María Soledad Martínez         |           | Frente de Todos                               |
| Karina Montecinos              |           | Coalición Cívica ARI                          |
| José Raúl Muñoz                |           | Movimiento de Acción Vecinal                  |
| Liliana Murisi                 |           | Movimiento Popular Neuquino                   |
| José Natalio Ortuño López      |           | Movimiento Popular Neuquino                   |
| María Lorena Parrilli          |           | Frente de Todos                               |
| Osvaldo Darío Peralta          |           | Frente de Todos                               |
| Andrés Arturo Peressini        |           | Siempre                                       |
| Ayelén Quiroga                 |           | Juntos por el Cambio                          |
| Carina Yanet Riccomini         |           | Juntos                                        |
| Teresa Rioseco                 |           | Frente de Todos                               |
| Javier Alejandro Rivero        |           | Movimiento Popular Neuquino                   |
| Francisco Rols                 |           | Frente Integrador Neuquino                    |
| María Soledad Salaburu         |           | Frente de Todos                               |
| Carlos Sánchez                 |           | Unión Popular                                 |
| María Fernanda Villone         |           | Movimiento Popular Neuquino                   |

| 2015-2019                          | 2015-2019 | 2015-2019                                     | 2015-2019                                 |
| Diputado                           | Bloque    | Bloque                                        | Alianza                                   |
| ---------------------------------- | --------- | --------------------------------------------- | ----------------------------------------- |
| Javier César Bertoldi              |           | Frente para la Victoria                       | Frente para la Victoria                   |
| Pablo Fabián Bongiovani            |           | Movimiento Popular Neuquino                   | Movimiento Popular Neuquino               |
| Roberto Enrique Cacault            |           | Movimiento Popular Neuquino                   | Movimiento Popular Neuquino               |
| Damián Roberto Canuto              |           | PRO                                           | Cambiemos                                 |
| Maximiliano José Caparroz          |           | Movimiento Popular Neuquino                   | Movimiento Popular Neuquino               |
| Guillermo Oscar Carnaghi           |           | Frente para la Victoria                       | Frente para la Victoria                   |
| Claudio Domínguez                  |           | Movimiento Popular Neuquino                   | Movimiento Popular Neuquino               |
| María Laura Du Plessis             |           | Movimiento Popular Neuquino                   | Movimiento Popular Neuquino               |
| Jesús Arnaldo Escobar              |           | Movimiento Libres del Sur                     | Frente para la Victoria                   |
| Eduardo Luis Fuentes               |           | Frente Neuquino                               | Frente para la Victoria                   |
| Sergio Adrián Gallia               |           | Partido Adelante Nequén                       | Movimiento Popular Neuquino               |
| Raúl Eduardo Godoy                 |           | PTS-Frente de Izquierda y de los Trabajadores | Frente de Izquierda y de los Trabajadores |
| María Ayelén Gutiérrez             |           | Frente para la Victoria                       | Frente para la Victoria                   |
| Carlos Damián Koopmann Irízar      |           | Movimiento Popular Neuquino                   | Movimiento Popular Neuquino               |
| Patricia Noemí Jure                |           | Frente de Izquierda y de los Trabajadores     | Frente de Izquierda y de los Trabajadores |
| Encarnación Lozano                 |           | Movimiento Popular Neuquino                   | Movimiento Popular Neuquino               |
| Mariano Victorio Mansilla Garodnik |           | Frente Neuquino                               | Frente para la Victoria                   |
| Lucía Corel Menquínez              |           | Movimiento Popular Neuquino                   | Movimiento Popular Neuquino               |
| Juan Francisco Montero             |           | Nuevo Compromiso Neuquino                     | Cambiemos                                 |
| Pamela Mucci                       |           | Frente Neuquino                               | Frente para la Victoria                   |
| Santiago Leopoldo Nogueira         |           | Movimiento Libres del Sur                     | Frente para la Victoria                   |
| Nanci María Agustina Parrilli      |           | Frente para la Victoria                       | Frente para la Victoria                   |
| Mario Alberto Pilatti              |           | Movimiento Popular Neuquino                   | Movimiento Popular Neuquino               |
| Raúl Alberto Podesta               |           | Frente Grande                                 | Frente para la Victoria                   |
| María Ayelén Quiroga               |           | Nuevo Compromiso Neuquino                     | Cambiemos                                 |
| Carlos Enrique Sánchez             |           | Unión Popular-Unidos por una Nueva Argentina  | Movimiento Popular Neuquino               |
| Luis Felipe Sapag                  |           | Movimiento Popular Neuquino                   | Movimiento Popular Neuquino               |
| Gloria Beatriz Sifuentes           |           | Movimiento Popular Neuquino                   | Movimiento Popular Neuquino               |
| Oscar Alfredo Smoljan              |           | Unión Cívica Radical                          | Cambiemos                                 |
| Ramón Ángel Soto                   |           | Movimiento Popular Neuquino                   | Movimiento Popular Neuquino               |
| María Carolina Rambeaud            |           | PRO                                           | Cambiemos                                 |
| Teresa Rioseco                     |           | Frente Neuquino                               | Frente para la Victoria                   |
| Francisco José Rols                |           | Frente Integrador Neuquino                    | Movimiento Popular Neuquino               |
| Gabriel Luis Romero                |           | Frente Renovador                              | Cambiemos                                 |
| Alejandro Carlos Vidal             |           | Unión Cívica Radical                          | Cambiemos                                 |